# Пловдивская улица
Пло́вдивская улица — улица в южной части Фрунзенского района Санкт-Петербурга. Проходит с запада на восток от Малой Балканской улицы до Загребского бульвара (согласно Реестру названий объектов городской среды).

## История названия
Названа в честь болгарского города-побратима Пловдива. При этом «перевесила» традиция названий Фрунзенского района (по городам социалистических Восточной Европы называли улицы Фрунзенского района, по городам-побратимам Ленинграда — улицы Выборгского района; обратный пример — Дрезденская улица, тогда Дрезден был в составе ГДР).
С 1968 по 1984 год она носила название Каштановая аллея. Согласно документу, объясняющему причину присвоения этого названия: «природное название, характерное для стран Балканского полуострова». Каштановая аллея была единственной улицей, в названии которой использовали не название города или края, а характерного представителя флоры Балканского полуострова. Редкий случай в современной топонимике, когда название отражало реальность. Действительно, в центре улицы были высажены каштаны в два ряда. Отдельные деревья до сих пор живы и украшают собой Купчино. 

## История
Одной из первых в 1973 году была введена в эксплуатацию панельная девятиэтажка серии 602, ныне обозначенная как дом 2. В 1980 году была на бумаге создана Малая Каштановая аллея. Улицей как таковой она не являлась, номеров домов по ней не было. Совсем недавно[когда?]

 построенным жилому дому и магазину «Пятёрочка» присвоили номера соответственно 4 и 8 по Малой Каштановой аллее. Согласно Реестру названий объектов городской среды Малая Каштановая аллея проходит от Пловдивской улицы до Загребского бульвара.
В августе 2014 года был построен новый участок Пловдивской улицы от Будапештской улицы до Загребского бульвара (одновременно с аналогичным участком Малой Каштановой аллеи).
9 октября 2015 года было введено одностороннее движение по Пловдивской улице от дома 8/1 до Загребского бульвара.

## Транспорт
По самой Пловдивской улице не организовано движение общественного транспорта. Ближайшие остановки расположены на пересечении:
- Будапештской и Пловдивской улиц - автобусы (54, 159, 225, 253, 282, 288) и троллейбус (39).
- Купчинской и Пловдивской улиц - автобус (246) и трамваи (25, 43).
- Малой Балканской и Пловдивской улиц - автобусы (74, 157) и троллейбус (47).

## Пересечения
Пловдивская улица пересекает или граничит со следующими проспектами, улицами и переулками:
- Малая Балканская улица - Пловдивская улица примыкает к ней.
- Купчинская улица - пересечение.
- Малая Каштановая аллея - примыкание.
- Будапештская улица - пересечение.
- Загребский бульвар - Пловдивская улица примыкает к нему.